# Франкавилла, Франческо
Франческо Франкавилла – итальянский автор комиксов, известный серией комиксов «Черный Жук» и мрачными обложками комиксов. Другие его известные работы: «Тень» (один из авторов), серии комиксов «Зорро» (издательское агентство «Dynamite Entertainment»), а также недавние публикации в журнале «Detective Comics» (рус. «Детективные комиксы») вместе с авторами Скоттом Снайдером и Джоком.

## Карьера
Франческо Франкавилла – итальянский автор комиксов, известный серией комиксов «Черный Жук» и мрачными обложками комиксов. Другие его известные работы: Черное Пальто (один из авторов), серии комиксов «Зорро» (издательское агентство «Dynamite Entertainment»), а также недавние публикации в журнале «Detective Comics» (рус. «Детективные комиксы») вместе с авторами Скоттом Снайдером и Джоком.
Карьера
Дебют Франческо Франкавиллы в создании комиксов состоялся в 2006 году в антологии комиксов «Amazing Comics» (Италия). В индустрии комиксов он известен своим мрачным ретро-стилем. Ведет блог «Pulp Sunday» (рус. Мрачное Воскресенье), посвящённый своим работам. Обложки его комиксов  заслуживают особого внимания. В 2013 году был даже награждён премией Айснера. Франкавилла также сотрудничал в качестве одного из художников как с издательствами «Marvel Comics» («Черная Пантера: Человек без страха и упрека», «Капитан Америка и Бакки», «Соколиный Глаз») и «DC Comics» (публикации комиксов «Зеркала Тьмы» в журнале «Detective Comics», который был награждён премией Айснера в 2012 году за лучшую серию комиксов). Последней работой Франческо Франкавиллы является «Черный Жук» (серия комиксов, написанная специально для своего блога), который в данный момент публикуется в издательстве «Dark Horse Comics». Серия получила широкое признание среди критиков и стала частью постоянных публикаций о супергерое в издательстве «Dark Horse Comics». Новая мини-серия под названием "Некролог" запланирована на октябрь 2014 года .

### Наиболее известны работы
- The Black Coat (with Adam Cogan and Ben Lichius, Ape Entertainment):
  - A Call to Arms #1-4 (2006)
  - Or Give Me Death #1 (2007)
- Fear Agent #11: "Along Come a Spider" (with Rick Remender, Image, 2007)
- 24Seven Volume 2: "Confession" (script and art, anthology graphic novel, Image, 2007)
- Left on Mission #1-5 (with Chip Mosher, Boom! Studios, 2007)
- Flare Adventures #19: "Into the Black Forest, an Adventure of Chrissie Claus" (with Dennis Mallonee, Heroic Publishing, 2007)
- Sorrow #1-4 (with Rick Remender and Seth Peck, Image, 2007–2008)
- Zorro #1-8, 15-20 (with Matt Wagner, Dynamite, 2008–2010)
- Frank Frazetta's Dracula Meets the Wolfman (with Steve Niles, one-shot, Image, 2009)
- Scalped #27: "The Ballad of Baylis Earl Nitz" (with Jason Aaron, Vertigo, 2009)
- Garrison #1-6 (with Jeff Mariotte, Wildstorm, 2010)
- Detective Comics #871-872, 874-875, 879, 881 (with Scott Snyder and Jock, DC Comics, 2011)
- Black Panther (with David Liss, Marvel):
  - "Urban Jungle" (in The Man without Fear #513-515 and 517-518, 2011)
  - "Fear and Loathing in Hell's Kitchen" (in The Man without Fear #521-523, 2011)
  - "Spider-Island" (in The Most Dangerous Man Alive #524, 2011)
- Outlaw Territory Volume 2: "Lullaby" (script and art, anthology graphic novel, Image, 2011)
- Captain America (Marvel):
  - "Old Wounds" (with Ed Brubaker and James Asmus, in #625-628, 2011–2012)
  - "Captain America and Black Widow" (with Cullen Bunn, in #636-640, 2012–2013)
- The Black Beetle (script and art, Dark Horse):
  - Night Shift (in Dark Horse Presents #11-13, 2012)
  - No Way Out #1-4 (2013)
  - Necrologue #1-5 (2014)
- Swamp Thing #10: "Arcane's Lullaby" (with Scott Snyder, DC Comics, 2012)
- Robert E. Howard's Savage Sword #5: "Dark Agnes: Sword Woman" (with Paul Tobin, 2012)
- Hawkeye (Marvel):
  - #10 (with Matt Fraction, in 2013)
  - "Then Came Barney" (with Matt Fraction, in #12, 2013)

### Обложки
- Zorro #9-11, 13-14 (Dynamite, 2008–2009)
- The Good, the Bad and the Ugly #1 (Dynamite, 2009)
- The Perhapanauts: Halloween Spooktacular #1 (Image, 2009)
- Hack/Slash: The Series #32 (Devil's Due, 2010)
- Green Hornet: Year One #2-10, 12 (Dynamite, 2010–2011)
- Kato Origins #1-11 (Dynamite, 2010–2011)
- Sherlock Holmes: Year One #1-6 (Dynamite, 2011)
- Black Panther: The Most Dangerous Man Alive #525-529 (Marvel, 2011–2012)
- The Lone Ranger & Zorro: The Death of Zorro #1-5 (Dynamite, 2011)
- Hellboy: The Fury #1 (Dark Horse, 2011)
- B.P.R.D. Hell on Earth: Monsters #1 (Dark Horse, 2011)
- Warlord of Mars: Fall of Barsoom #1-3 (Dynamite, 2011)
- Baltimore: The Curse Bells #1 (Dark Horse, 2011)
- Abe Sapien: The Devil Does Not Jest #1 (Dark Horse, 2011)
- Pigs #2 (Image, 2011)
- Pilot Season: Fleshdigger #1 (Top Cow, 2011)
- The Last of the Greats #1 (Image, 2011)
- Dark Shadows #1-ongoing (Dynamite, 2011–...)
- Flash Gordon: Zeitgeist #1-ongoing (Dynamite, 2011–...)
- Lone Ranger #1-ongoing (Dynamite, 2011–...)
- Archie #627-630 (Archie Comics, 2012)
- Lord of the Jungle #2-6 (Dynamite, 2012)
- Near Death #6-11 (Image, 2012)
- The Shadow #1, 5-ongoing (Dynamite, 2012–...)
- The Spider #1-ongoing (Dynamite, 2012–...)
- Smoke and Mirrors #3 (IDW Publishing, 2012)
- Mind the Gap #2 (Image, 2012)
- Star Trek: The Next Generation/Doctor Who: Assimilation2 #4 (IDW Publishing, 2012)
- American Vampire #30 (Vertigo, 2012)
- Resurrection Man #0, 12 (DC Comics, 2012)
- Marvel Zombies Halloween #1 (Marvel, 2012)
- Life with Archie #23 (Archie Comics, 2012)
- Masks #1 (Dynamite, 2012)
- Sherlock Holmes: The Liverpool Demon #1-5 (Dynamite, 2012–2013)
- Mars Attacks #6 (IDW Publishing, 2012)
- Doctor Who: Prisoners of Time #1-12 (IDW Publishing, 2013)
- New Crusaders #5 (Red Circle, 2013)
- Uncanny X-Men #1 (Marvel, 2013)
- Fantomex MAX #1-4 (Marvel, 2013)

## Награды
- 2012: получил премию "Favourite Newcomer Artist" (Лучший Новый Художник) Eagle Award[3][4]
- 2012: получил премию "Best Cover Artist" (Автор лучшей Обложки) Eisner Award[5]